# Four Winds Building

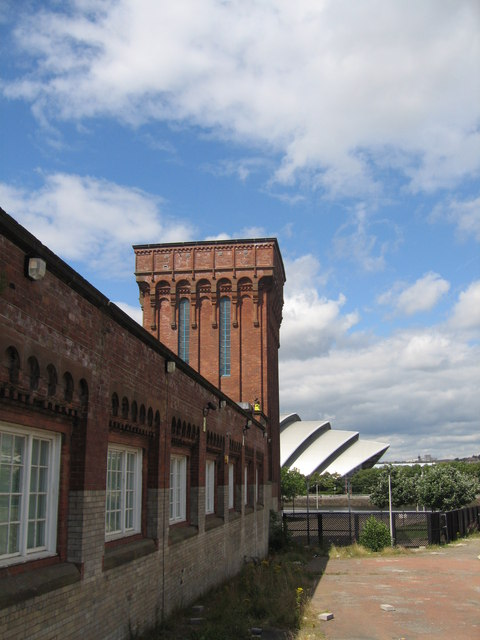
Four Winds Building

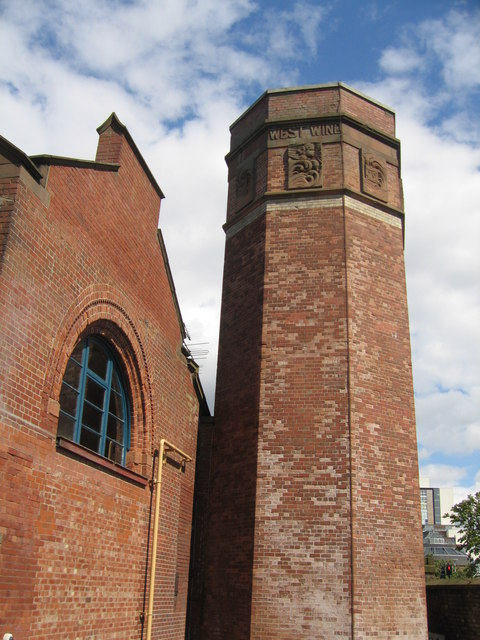
Kamin an der Südseite

Das Four Winds Building ist ein ehemaliges Pumpwerk in der schottischen Stadt Glasgow. 1970 wurde das Bauwerk in die schottischen Denkmallisten in der höchsten Denkmalkategorie A aufgenommen.

## Geschichte
Das Pumpwerk entstand im Zusammenhang mit der Einrichtung des Govan Graving Docks und dem Queen’s Dock. Sein Bau nach einem Entwurf des schottischen Architekten John James Burnet wurde im Jahre 1894 begonnen. Auftraggeber war der Clyde Navigation Trust, dessen Ingenieur James Deas die Arbeiten begleitete. Das Werk nahm im Oktober 1895 den Betrieb auf. Das Pumpwerk lieferte einen hydraulischen Druck von rund 52 bar zum Betrieb von Pumpen, Aufzügen und Kränen an den Dockanlagen. Sein Presskolben besaß einen Durchmesser von 51 cm bei einem Hub von 6,1 m.
Der markante Kamin an der Südseite wurde 1927 von einer Höhe von 52,6 m auf 16,8 m gekürzt. Um 2005 wurden im Innenraum des zwischenzeitlich obsolet gewordenen Bauwerks Büroräume eingerichtet.

## Beschreibung
Das Pumpwerk steht am linken Clyde-Ufer rund 500 m flussaufwärts der Govan Graving Docks. Stilistisch weist es Merkmale der neoromanischen Architektur sowie des Italianate-Stils auf. Das einstöckige Backsteingebäude entlang der Ostflanke ist sieben Achsen weit. Oberhalb der Fenster verläuft eine Blendarkade. Der Ostflanke parallel verläuft ein zweistöckiges, schlichter ausgestaltetes Gebäude. Von der Nordostkante ragt ein Turm auf, der an einen Campanile erinnert. Pilaster schmücken seine hohen Rundbogenfenster. Der Turm schließt mit einer auskragenden Pseudobewehrung mit Maschikuli. An der Südseite ragt der oktogonale Kamin auf.